# Boksen op de Olympische Zomerspelen 1920
Boksen is een van de sporten die beoefend werden tijdens de Olympische Zomerspelen 1920 in Antwerpen.

## Locaties
De locatie van zowel de boks- als de worstelwedstrijden was de feestzaal van de Antwerpse dierentuin. De wedstrijden vonden plaats tussen 16 en 20 augustus en werden vervolgd tussen 25 en 28 augustus.

## Heren
Uitslagen per gewichtsklasse: 

### Vlieggewicht (tot 50,80 kg)
| rang   | sporter                 | land |
| ------ | ----------------------- | ---- |
| Goud   | Frankie Genaro          | USA  |
| Zilver | Anders Petersen         | DEN  |
| Brons  | William Cuthbertson     | GBR  |
| 4      | Charles Albert          | FRA  |
| 5      | Joseph Charpentier      | BEL  |
| 5      | Jean-Baptiste Rampignon | FRA  |
| 5      | Ted Zegwaard            | NED  |
| 5      | Peter Zivic             | USA  |

### Bantamgewicht (tot 53,52 kg)
| rang   | sporter         | land |
| ------ | --------------- | ---- |
| Goud   | Clarence Walker | RSA  |
| Zilver | Chris Graham    | CAN  |
| Brons  | George McKenzie | GBR  |
| 4      | Henri Hébrants  | BEL  |
| 5      | Edward Hartman  | USA  |
| 5      | John Koss       | NOR  |
| 5      | Henri Ricard    | FRA  |
| 5      | Sam Vogel       | USA  |

### Vedergewicht (tot 57,15 kg)
| rang   | sporter         | land |
| ------ | --------------- | ---- |
| Goud   | Paul Fritsch    | FRA  |
| Zilver | Jean Gachet     | FRA  |
| Brons  | Edoardo Garzena | ITA  |
| 4      | Jack Zivic      | USA  |
| 5      | Philippe Bovy   | BEL  |
| 5      | James Cater     | GBR  |
| 5      | Nick Clausen    | DEN  |
| 5      | Paul Erdahl     | NOR  |

### Lichtgewicht (tot 61,24 kg)
| rang   | sporter           | land |
| ------ | ----------------- | ---- |
| Goud   | Samuel Mosberg    | USA  |
| Zilver | Gotfred Johansen  | DEN  |
| Brons  | Clarence Newton   | CAN  |
| 4      | Richard Beland    | RSA  |
| 5      | Frank Cassidy     | USA  |
| 5      | Frederick Grace   | GBR  |
| 5      | Julien van Muyzen | BEL  |
| 5      | Johan Sæterhaug   | NOR  |

### Weltergewicht (tot 66,68 kg)
| rang   | sporter           | land |
| ------ | ----------------- | ---- |
| Goud   | Bert Schneider    | CAN  |
| Zilver | Alexander Ireland | GBR  |
| Brons  | Frederick Colberg | USA  |
| 4      | William Clark     | USA  |
| 5      | Léon Gillet       | FRA  |
| 5      | Aage Steen        | NOR  |
| 5      | Trygve Stokstad   | NOR  |
| 5      | August Suhr       | DEN  |

### Middengewicht (tot 72,57 kg)
| rang   | sporter            | land |
| ------ | ------------------ | ---- |
| Goud   | Harry Mallin       | GBR  |
| Zilver | George Prud'Homme  | CAN  |
| Brons  | Moe Herscovitch    | CAN  |
| 4      | Hjalmar Strømme    | NOR  |
| 5      | William Bradley    | RSA  |
| 5      | Samuel Lagonia     | USA  |
| 5      | Martin Olsen       | DEN  |
| 5      | Marcel Rey-Golliet | FRA  |

### Halfzwaargewicht (tot 79,38 kg)
| rang   | sporter          | land |
| ------ | ---------------- | ---- |
| Goud   | Eddie Eagan      | USA  |
| Zilver | Sverre Sørsdal   | NOR  |
| Brons  | Harold Franks    | GBR  |
| 4      | Hugh Brown       | GBR  |
| 5      | Emil Andreasen   | DEN  |
| 5      | Thomas Holdstock | RSA  |
| 5      | Louis Piochelle  | FRA  |
| 5      | Edwin Schell     | USA  |

### Zwaargewicht (boven 79,38 kg)
| rang   | sporter          | land |
| ------ | ---------------- | ---- |
| Goud   | Ronald Rawson    | GBR  |
| Zilver | Søren Petersen   | DEN  |
| Brons  | Albert Eluère    | FRA  |
| 4      | William Spengler | USA  |
| 5      | Victor Creusen   | BEL  |
| 5      | Frank Dove       | GBR  |
| 5      | Sigurd Hoel      | NOR  |
| 5      | Samuel Stewart   | USA  |

## Medaillespiegel
| rang   | land                 | goud | zilver | brons | totaal |
| ------ | -------------------- | ---- | ------ | ----- | ------ |
| 1      | Verenigde Staten     | 3    | 0      | 1     | 4      |
| 2      | Verenigd Koninkrijk  | 2    | 1      | 3     | 6      |
| 3      | Canada               | 1    | 2      | 2     | 5      |
| 4      | Frankrijk            | 1    | 1      | 1     | 3      |
| 5      | Unie van Zuid-Afrika | 1    | 0      | 0     | 1      |
| 6      | Denemarken           | 0    | 3      | 0     | 3      |
| 7      | Noorwegen            | 0    | 1      | 0     | 1      |
| 8      | Italië               | 0    | 0      | 1     | 1      |
| totaal | totaal               | 8    | 8      | 8     | 24     |